# Gli ammutinati del Bouncin' ovvero mirabolanti avventure di uomini e mari
Gli ammutinati del Bouncin' ovvero mirabolanti avventure di uomini e mari è il terzo album in studio del rapper italiano Murubutu, pubblicato 13 maggio 2014 per l'etichetta discografica indipendente Mandibola Records/Irma Records.

## Tracce
Testi di Murubutu.
1. Introduzione – 2:42
2. Diario di bordo (feat. DJ T-Robb) – 4:41
3. Isola verde – 4:34
4. Il giro del giorno in un mondo (feat. Easy One) – 5:12
5. Sull'Atlantico – 4:10
6. Marco gioca sott'acqua – 4:56
7. Le sirene (feat. Claver Gold) – 5:41 (testo: Claver Gold, Murubutu)
8. Tempesta – 2:33
9. I marinai tornano tardi – 4:48
10. Gli ammutinati del Bouncin' (feat. U.G.O., Dank, Fresh Finext, DJ Caster) – 4:36 (testo: Fresh Frinext, Dank, U.G.O., Murubutu)
11. Storia di Laura (feat. Dia) – 4:05
12. L'uomo che viaggiò nel tempo (feat. La Kattiveria) – 4:23 (testo: Il Tenente, Yanez Muraca, U.G.O., Murubutu)
13. La battaglia di Lepanto (1571) (feat. DJ Caster) – 4:16
14. Mari infiniti, pt.1 (Remix) – 3:37
15. Mari infiniti, pt.2 – 3:37
16. Conclusione – 2:55

Durata totale: 66:46

## Formazione
- Murubutu – voce
- DJ Caster – produzione (tracce 1, 12 e 16), scratch (tracce 10 e 13)
- DJ T-Robb – produzione, scratch (traccia 2)
- Il Tenente – produzione (tracce 3, 4, 6, 7, 8, 9, 12 e 13)
- XXX-Fila – produzione (traccia 5)
- DJ Nio – produzione (traccia 10)
- Ice One – produzione (traccia 11)
- Muria – produzione (traccia 14)
- Lambdabeat – produzione (traccia 15)
- Easy One – voce aggiuntiva (traccia 4)
- Claver Gold – voce aggiuntiva (traccia 7)
- U.G.O., Dank, Fresh Finext – voci aggiuntive (traccia 10)
- Dia – voce aggiuntiva (traccia 11)
- La Kattiveria – voci aggiuntive (traccia 12)